# Giannis Chaniotis
Giannis Chaniotis (El Pireo, 21 de marzo de 1934 – Sídney, 3 de febrero de 2024) es un exfutbolista griego que jugaba en la demarcación de delantero centro.

## Biografía
Debutó como futbolista en 1956 con el AEK Atenas a manos del entrenador Kostas Negrepontis. Llegó a disputar la final de la Copa de Grecia 1955-56, donde ayudó al club a hacerse con el título tras un gol marcado en el minuto 22 del encuentro celebrado el 24 de junio de 1956 en el Estadio Apostolos Nikolaidis. Tres años después fue ofrecido al AO Egaleo por el entrenador del AEK Tryfon Tzanetis a cambio de otro futbolista, por lo que se fue traspasado por dos temporadas. Con el club, jugando en Beta Ethniki, en su última temporada como futbolista ayudó al equipo a ascender a la máxima categoría del fútbol griego. Participó en 33 partidos de liga, logrando 16 goles. Además, anotó otros 15 tantos en los partidos de la Copa de Grecia. Su récord en un mismo partido fue de siete goles contra el AE Halandri el 23 de septiembre de 1959 en un partido que finalizó por 13-0.

## Clubes
| Club          | País   | Año       | Partidos | Goles |
| ------------- | ------ | --------- | -------- | ----- |
| AEK Atenas FC | Grecia | 1956-1959 |          |       |
| AO Egaleo     | Grecia | 1959-1961 | 33+      | 31    |

## Palmarés

### Campeonatos nacionales
| Título         | Club          | País   | Año  |
| -------------- | ------------- | ------ | ---- |
| Copa de Grecia | AEK Atenas FC | Grecia | 1956 |